# Athée (Mayenne)
Athée é uma comuna francesa na região administrativa da Pays de la Loire, no departamento de Mayenne. Estende-se por uma área de 17,23 quilômetros quadrados. Em 2010 a comuna tinha 512 habitantes (densidade: 29,7 hab./km²).